# Stazione di Rivalta Scrivia
La stazione di Rivalta Scrivia è una stazione ferroviaria posta sulla ex linea Tortona-Novi Ligure, ora facente parte del terzo valico Genova - Milano. Attualmente (estate 2025) in uso solamente per il traffico merci, ma si spera quanto prima, riaperta per il servizio passeggeri a beneficio del centro abitato di Rivalta Scrivia, (frazione del comune di Tortona).

## Storia
Originariamente semplice fermata, venne trasformata in stazione il 28 febbraio 1908.
In uso da molti anni solo come scalo merci, il 23 dicembre 2023, a seguito dei lavori per la costruzione del terzo valico dei Giovi, è stata annunciata la futura riapertura della stazione al servizio viaggiatori; tali lavori hanno comportato la chiusura nel 2017 della linea al traffico passeggeri (costituito da treni regionali di Trenord), che è stato ripristinato il 15 gennaio 2024.